# Immunogeniciteit
Immunogeniciteit is het vermogen van een lichaamsvreemde stof (zoals een antigeen) om de aanmaak van antilichamen te stimuleren, of meer algemeen om een specifieke immuunrespons op te roepen. Bij vaccins is een voldoende immunogeniciteit – het vermogen om een geschikte immuunrespons op te wekken in een doelmolecuul – een centraal aspect van de ontwikkeling.
Bij sommige therapeutica moet de immunogeniciteit juist zo laag mogelijk zijn. Het gaat dan vaak om het vermijden van de productie van antilichamen die tegen het geneesmiddel zijn gericht. Wanneer een patiënt antilichamen tegen een geneesmiddel vormt, wordt het geneesmiddel meestal inactief en kunnen er ongewenste bijwerkingen ontstaan.